# Borisz Sztyepanovics Vinogradov taxonjai
Ezen a listán azok a taxon nevek szerepelnek, amelyeket Borisz Sztyepanovics Vinogradov (1891 – 1958) alkotott. Azok a taxon nevek, amelyek nincsenek belinkelve, manapság csak szinonimaként használtak (az alábbi lista nem teljes):

## Egéralkatúak

### Ugróegérfélék
- Allactagidae Vinogradov, 1925 - ugróegérfélék
- lófejű ugróegérformák (Allactaginae) Vinogradov, 1925
- Alactaginae Vinogradov, 1925
- Allactaginae Vinogradov, 1930 - lófejű ugróegérformák
- Severtzov-ugróegér (Allactaga severtzovi) Vinogradov, 1925
- Pygerethmus Vinogradov, 1930 - Pygeretmus
- törpeugróegér-formák (Cardiocraniinae) Vinogradov, 1925
- Salpingotinae Vinogradov, 1925 - törpeugróegér-formák
- Salpingotus Vinogradov, 1922
- Salpingotus Vinogradov, 1922 - ez a fölötte levő nem alneme
- Kozlov-törpeugróegér (Salpingotus kozlovi) Vinogradov, 1922
- vastagfarkú törpeugróegér (Salpingotus crassicauda) Vinogradov, 1924
- Salpingotus thomasi Vinogradov, 1928
- Lichtenstein-ugróegér (Eremodipus lichtensteini) Vinogradov, 1927
- türkmén ugróegér (Jaculus turcmenicus) Vinogradov & Bondar, 1949 - ezt a fajt a legtöbb rendszerező azonosnak tartja a Blanford-ugróegérrel (Jaculus blanfordi)
- Paradipus Vinogradov, 1930
- fésűs ugróegér (Paradipus ctenodactylus) Vinogradov, 1929
- kaukázusi szöcskeegér (Sicista caucasica) Vinogradov, 1925

### Hörcsögfélék
- tádzsik földipocok (Blanfordimys bucharensis) Vinogradov, 1930
- Microtus bucharensis Vinogradov, 1930
- Blanfordimys bucharicus (Vinogradov, 1931) - tádzsik földipocok
- Microtus ileos Vinogradov, 1930 - Microtus ilaeus
- Microtus hyperboreus Vinogradov, 1934 - Microtus middendorffi
- Microtus unguiculatus (Vinogradov, 1935) - keskenyfejű pocok
- Microtus ukrainicus (Vinogradov, 1922) - közönséges földipocok
- Ellobius fuscipes Vinogradov, 1936 - Ellobius tancrei
- amuri lemming (Lemmus amurensis) Vinogradov, 1924
- Lemmus flavescens Vinogradov, 1925
- Lemmus ognevi Vinogradov, 1933
- Lemmus xanthotrichus Vinogradov, 1925 - amuri lemming
- Lemmus bungei Vinogradov, 1924 - szibériai lemming
- Lemmus novosibiricus Vinogradov, 1924 - szibériai lemming
- Myopus middendorfii Vinogradov, 1922 - erdei lemming
- Alticola altaica Vinogadov, 1933 - nagyfülű szirtipocok
- Myodes dorogostaiskii (Vinogradov, 1933) - sarki erdeipocok
- Myodes hintoni (Vinogradov, 1933)
- Myodes jacutensis (Vinogradov, 1927)
- Myodes tugarinovi (Vinogradov, 1933)
- Myodes uralensis (Vinogradov, 1933) - sarki erdeipocok
- Cricetulus kozhantschikovi Vinogradov, 1927 - hosszúfarkú törpehörcsög

### Egérfélék
- Meriones urianchaicus (Vinogradov, 1927) - homoki versenyegér